# Conops ater
Conops ater är en tvåvingeart som beskrevs av Macquart 1843. Conops ater ingår i släktet Conops och familjen stekelflugor.
Artens utbredningsområde är Senegal. Inga underarter finns listade i Catalogue of Life.